# Wesenheit-Magnitude
Die Wesenheit-Magnitude ist die extinktionskorrigierte scheinbare Helligkeit eines astronomischen Objekts.
Zur Berechnung der Korrektur wird die Helligkeit bei zwei verschiedenen Wellenlängen gemessen, da die Extinktion wellenlängenabhängig ist. Die Wesenheit-Magnitude wird mittels der folgenden Formel, der Wesenheitsfunktion,  
{\displaystyle W=M-R\cdot dH}
berechnet, wobei {\displaystyle M} die Helligkeit in einem Farbband, {\displaystyle R} eine wellenlängenabhängige Konstante und {\displaystyle dH} die gemessene Helligkeitsdifferenz zwischen den beiden Wellenlängen ist. Die Wesenheit-Magnitude wird überwiegend benutzt, um die Genauigkeit in der extragalaktischen Entfernungsbestimmung mittels Standardkerzen zu erhöhen, wie zum Beispiel bei den Cepheiden.  